# 14551 Ітагакі
14551 Ітагакі (14551 Itagaki) — астероїд головного поясу, відкритий 22 жовтня 1997 року.
Тіссеранів параметр щодо Юпітера — 3,298.